# Tetragonuridae
Los colicuadrados (género Tetragonurus, único de la familia Tetragonuridae) son un grupo de peces marinos incluida en el orden Perciformes, distribuidos por mares tropicales y subtropicales. Su nombre procede del griego: tetra (cuatro) + gonia (ángulo) + uro (cola), en alusión a la forma característica de su cola de la que también deriva su nombre común.
Tienen el cuerpo alargado y una aleta dorsal espinosa con 10 a 20 espinas cortas, tras la cual hay una aleta dorsal blanda con 10 a 17 radios; una única espina en la aleta anal junto a radios blandos. Poseen una quilla a cada lado del pedúnculo caudal.
Se alimentan principalmente de celentéreos y ctenóforos.

## Especies
Existen tres especies consideradas dentro de este género y familia:
- Género Tetragonurus:
  - Tetragonurus atlanticus (Lowe, 1839) - Escolar-de-natura atlántico.
  - Tetragonurus cuvieri (Risso, 1810) - Colicuadrado ojito (en México) o Pez lima (en España).
  - Tetragonurus pacificus (Abe, 1953)